# Nawaro-Bonus

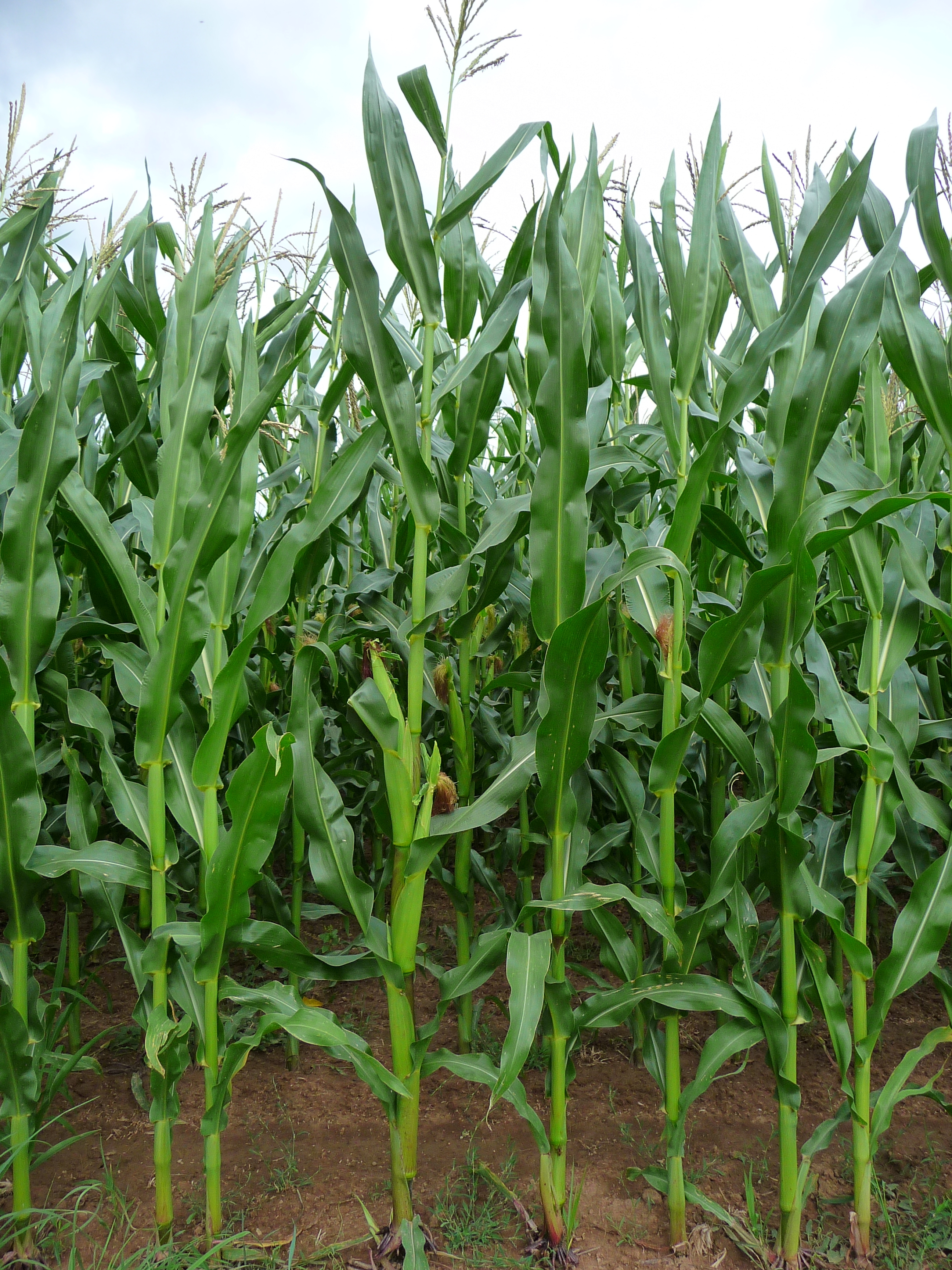
Mais kann energetisch genutzt werden

Als Nawaro-Bonus („Bonus für Strom aus nachwachsenden Rohstoffen“) wird in Deutschland eine Zusatzvergütung für Strom bezeichnet, der aus nachwachsenden Rohstoffen produziert wird. Geregelt wird dieses im Erneuerbare-Energien-Gesetz (EEG). Vor allem für Biogasanlagen und Biomasseheizkraftwerke ist dieser Bonus relevant und für einen wirtschaftlichen Betrieb wichtig. Seit der Novelle des EEG von 2012 ist ein Bonus für nachwachsende Rohstoffe nicht mehr vorgesehen.

## Definition des Begriffs Nawaro im EEG 2009
Die Definition von nachwachsenden Rohstoffen (NawaRo) befindet sich in der Anlage 2 II Nr. 1 EEG 2009.
Demnach handelt es sich um Pflanzen oder Pflanzenbestandteile, also Biomasse, die in der Landwirtschaft, Forstwirtschaft oder Landschaftspflege angefallen sind und durch keine weitere Bearbeitung, bis auf Ernte, Konservierung und Bioenergienutzung aufbereitet oder verändert wurden.
Die Definition von Gülle, die nicht zu NawaRo gehört aber dennoch den Bonus erhält, befindet sich in der Anlage 2 II Nr. 2 EEG 2009.
Die Anspruchsvoraussetzungen für den Bonus für „Nachwachsender Rohstoff“ wird in Anlage 2 des EEG 2009 erläutert.  Die Einsatzstoffe, die den Bonus erhalten, werden durch eine Positiv- und Negativliste in der Anlage 2 II, III, IV und V genauer eingegrenzt.

## Höhe der Bonusvergütung
In § 27 des EEG 2009 wird eine Basisvergütung für Strom aus Biomasse festgelegt. Durch den Nawaro-Bonus kann diese Vergütung aufgestockt werden. Neben dem allgemeinen Bonus gibt es einen leicht erhöhten Satz für Strom aus kleineren Biogasanlagen. Bei mindestens 30 % Gülleeinsatz (Massenanteil am Substrat) kann der sogenannte Güllebonus aufgeschlagen werden. Bei überwiegendem Einsatz von Landschaftspflegematerial ergibt sich ein weiterer Bonus. Voraussetzung für die Boni und Aufschläge sind Auflagen, die im Einzelnen im EEG erläutert werden.
Die in der Tabelle aufgeführten Werte gelten für eine Anlage, die im Jahre 2009 in Betrieb genommen wurde und sind für 20 Jahre festgelegt. Für im Folgejahr in Betrieb genommene Anlagen unterliegt der Nawaro-Bonus, wie auch die Basisvergütung, einer jährlichen Degression von 1 % (§ 20 EEG 2009).
Der Nawaro-Bonus kann auch mit anderen Zusatzvergütungen kombiniert werden. So ist unter Umständen ein gleichzeitiger Bezug des Technologie-Bonus, Formaldehydbonus und/oder des KWK-Bonus möglich. Der Güllebonus wird häufig als eigenständiger Bonus genannt, setzt jedoch einen Anspruch auf den Nawaro-Bonus voraus und ist daher mit diesem in Anlage 2 des EEG 2009 geregelt.
|                                                  | 0 bis 150 kW | 151 bis 500 kW | 501 bis 5000 kW | über 5000 kW |
| ------------------------------------------------ | ------------ | -------------- | --------------- | ------------ |
| Allgemeiner Nawaro-Bonus                         | 6            | 6              | 4               | 0            |
| Aufschlag Landschaftspflegematerial              | + 2          | + 2            | 0               | 0            |
| Nawaro-Bonus für Strom aus Biogas                | 7            | 7              | 4               | 0            |
| Aufschlag Güllebonus für Nawaro-Strom aus Biogas | + 4          | + 1            | 0               | 0            |
| Nawaro-Bonus Holzverstromung                     | 2,5          | 2,5            | 2,5             | 0            |

## Einführung, Anpassung und Auswirkungen des Nawaro-Bonus
Im Rahmen der Novellierung des EEG wurde zu 2004 erstmals ein Nawaro-Bonus eingeführt. Bis dahin konnten Biogasanlagen meist nur mit Gülle oder kostengünstigen organischen Abfällen oder Nebenprodukten wirtschaftlich betrieben werden. Durch die Einführung des Bonus sollte der Ausbau der Stromerzeugung aus Biogas erreicht werden. Bis 2007 verdoppelte sich die Zahl der Biogasanlagen. Durch ein Preishoch bei Agrarprodukten in 2007 stagnierte der Ausbau. Unter anderem deswegen wurde eine Erhöhung des Nawaro-Bonus gefordert. Dieses wurde bei der seit 2009 gültigen Novelle des EEG umgesetzt. Die Vergütung für den Leistungsanteil bis 500 kW wurde um einen Cent auf 7 Cent/kWh erhöht. Zudem wurde, neben anderen Änderungen, der Güllebonus und der Formaldehydbonus eingeführt. Insbesondere Kleinanlagen erfahren damit eine Förderung. Neu ist auch der Landschaftspflegebonus, der zusammen mit dem Nawaro-Bonus Aufschläge von 8 Cent/kWh ergibt. Die Vergütung für Strom aus Holz wurde nicht verändert.
Eine wichtige Änderung im EEG 2009 war auch die Aufhebung des Ausschließlichkeitsprinzips, das bis dahin nur die ausschließliche Nutzung von Nawaros in einer Biogasanlage zugelassen hatte. Eine Kombination mit anderen Substraten wurde dadurch sowohl für neu errichtete Anlagen, aber auch für Altanlagen möglich.
Kritisiert wird, dass durch die Bioenergie eine Flächenkonkurrenz, z. B. zur Nahrungsmittelerzeugung, entsteht. Insbesondere der Nawaro-Bonus bewirkt, dass der Anbau von Energiepflanzen, wie vor allem Energiemais, stark zunimmt.